# Proablepharus naranjicaudus
Proablepharus naranjicaudus är en ödleart som beskrevs av  Allen E. Greer FISHER och HORNER 2004. Proablepharus naranjicaudus ingår i släktet Proablepharus och familjen skinkar. Inga underarter finns listade i Catalogue of Life.